# 中道海水浴場

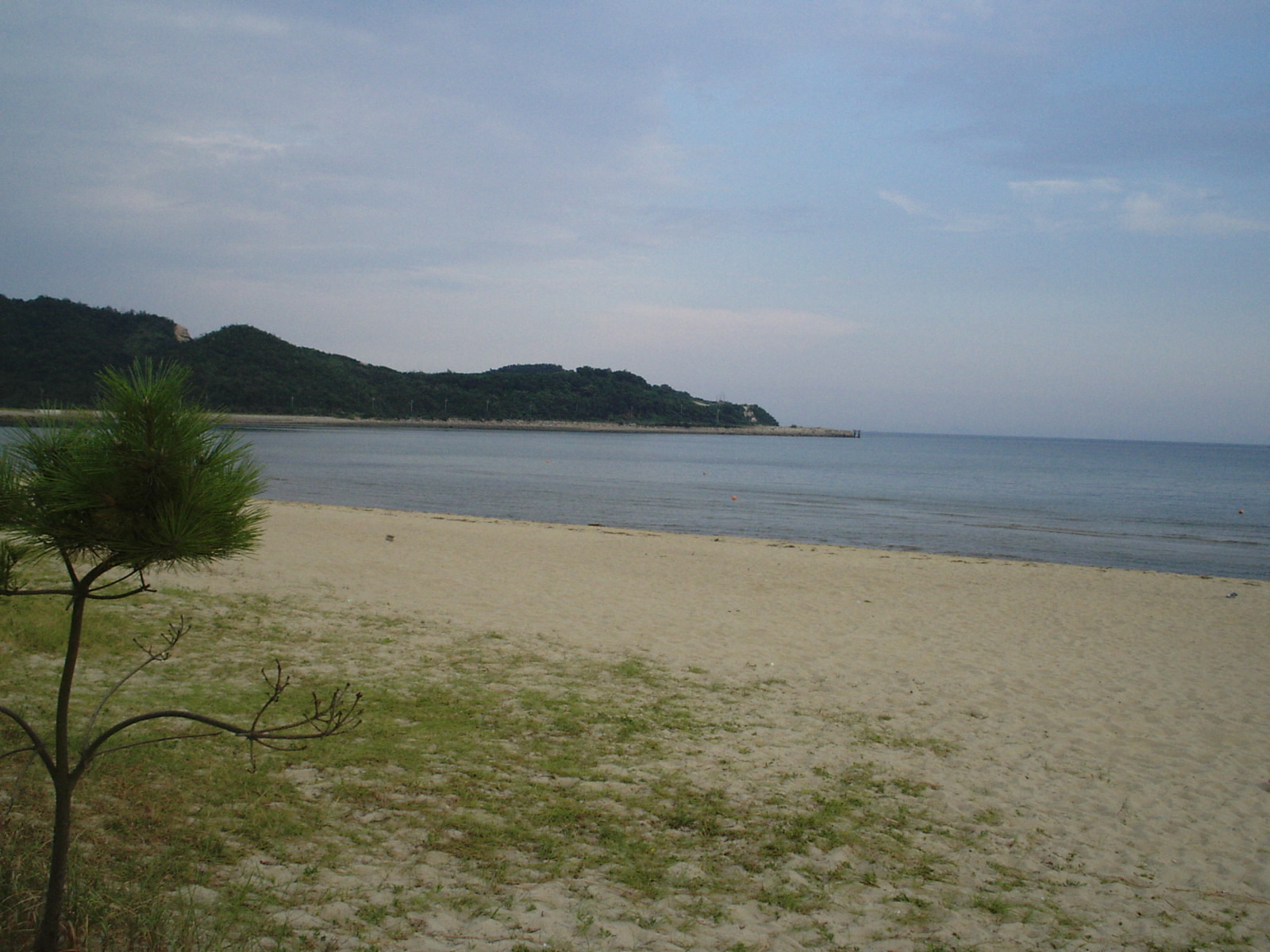
春のあかせビーチ

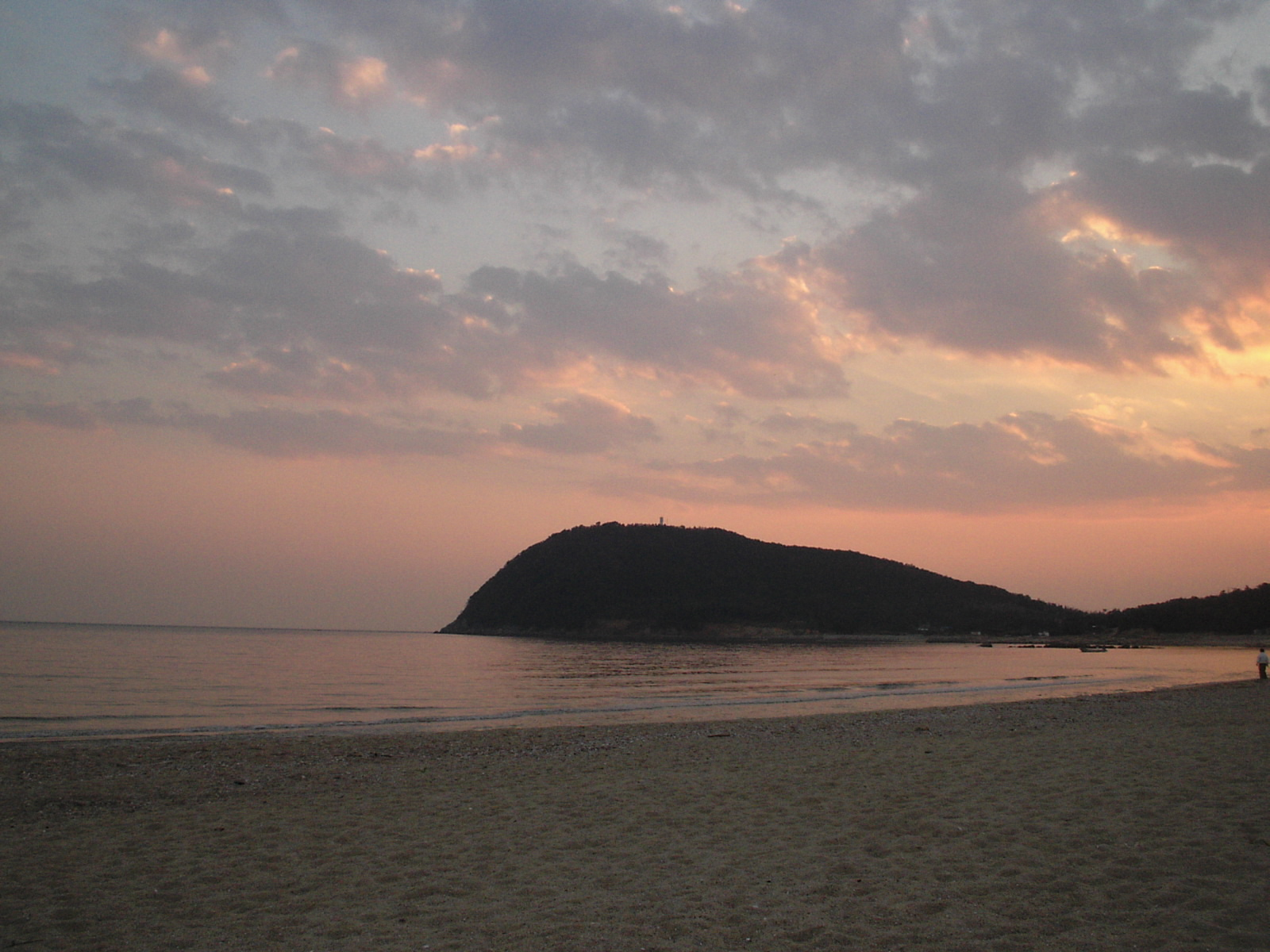
秋のあかせビーチ

中道海水浴場（ちゅうどうかいすいよくじょう）は、山口県山口市秋穂中道にある海水浴場。

## 概要
瀬戸内海（中道湾）に面して弓なりに湾曲した約1.5kmの遠浅の砂浜が広がる。
夏場は海水浴の利用も多いが、波が穏やかなこともあり、ウインドサーフィンやヨットなどのマリンスポーツが数多く催される。毎年8月下旬に開催される「えび狩り世界選手権」は、中道海水浴場の「あかせビーチ」エリアを仕切って開催される。

## アクセス
- 西日本旅客鉄道 山陽本線新山口駅から車で20分
- 山陽自動車道山口南ICから車で20分

## 施設
- シャワー、トイレ、休憩施設、売店、食堂・レストラン、駐車場

## イベント
- えび狩り世界選手権